# In My Room (Frank Ocean)
In My Room è un singolo del cantante statunitense Frank Ocean, pubblicato a sorpresa il 2 novembre 2019. Il brano è stato presentato per la prima volta nello show radiofonico Blonded Radio, due settimane dopo la pubblicazione del singolo DHL. Il lato B della versione in vinile contine un remix del singolo realizzato da BennY RevivaL.

## Tracce
Download digitale
Testi di Frank Ocean, Michael Uzowuru, musiche di Ocean, Uzowuru e Kai Asa Savon Wright.
1. In My Room – 2:13

7"
Testi di Frank Ocean, Michael Uzowuru e BennY RevivaL, musiche di Ocean, Uzowuru, Kai Asa Savon Wright e BennY RevivaL.
1. In My Room – 2:13
2. In My Room (BennY RevivaL Remix) – 3:30

## Classifiche
| Classifica (2019)     | Posizione massima |
| --------------------- | ----------------- |
| Canada                | 70                |
| Irlanda               | 63                |
| Lituania              | 81                |
| Regno Unito           | 72                |
| Stati Uniti d'America | 85                |